# Turnašica
Turnašica (régi magyar neve Szentbertalan) falu Horvátországban Verőce-Drávamente megyében. Közigazgatásilag Pitomacsához tartozik.

## Fekvése
Verőcétől légvonalban 14, közúton 15 km-re északnyugatra, községközpontjától légvonalban 6, közúton 9 km-re délre, Nyugat-Szlavóniában, a Drávamenti-síkság szélén, a Bilo-hegység lábánál, Sedlarica és Vukosavljenica között fekszik. Határának északi részén termékeny szántóföldek találhatók. Déli része erdővel benőtt hegyes terület, mely a Bilo-hegység lejtőire nyúlik fel. A falu felett magasodik a Turnašicai-szőlőhegy, mely a környező táj képét is uralja.

## Története
Turnašica területe már az ókorban lakott volt, ezt igazolja a plébániatemplomnál talált római kori pénzlelet. A falutól északra haladt el a római korban a Petovioból (Ptuj) Mursára (Eszék) menő ősi római út a „via magna”, melynek nyomai helyenként ma is megtalálhatók. A középkorban Szentbertalan nevű település feküdt a helyén, melynek neve már a 13. században felbukkan „Zentbertal” alakban. Később „Berthalamowcz, ZenthBertalam, Zenth Bertalan” formában szerepel a középkori forrásokban. Nevét Szent Bertalan apostol tiszteletére szentelt templomáról kapta, melyet 1334-ben már plébánia székhelyeként említenek „Item ecclesia sancti Bartholomei” néven. 1501-ben említik Ágoston nevű plébánosát is „Augustinus plebanus sancti Bartholomei” néven. A plébánia 1507 és 1520 között többször is szerepel a korabeli forrásokban. A középkori települést Verőce várának eleste után a 16. század közepén pusztította el a török. Lakossága nagyrészt a biztonságosabb Nyugat-Magyarországra menekült. Az itt maradtak gyakran a közeli Bilo-hegység erdeiben kerestek menedéket a törökök elől és csak néha merészkedtek elő egykori falujukba. Földjeik általában megműveletlenül maradtak. A középkori templom tornyát a török valószínűleg őrtoronyként használta. Erre lehet következtetni a torony nyugati oldalán fellelhető lőrések nyomaiból, melyeket ebben az időben alakíthattak ki. Valószínűleg erről a toronyról (a kaj horvát turanj főnévből) kapta nevét a Szentbertalan helyén később létrejött település.
Miután 1684-ben Verőcét felszabadították a török uralom alól a 17. század végén és a 18. század elején Kapronca, Kőrös és Szentgyörgyvár vidékéről telepítettek be ide horvát ajkú lakosságot. Az első betelepülők még 1698 előtt érkeztek, mivel ekkor már 14 család élt itt, de valamivel később a falu újra elpusztult. Ezt bizonyítja az egyházi vizitátor 1716-os feljegyzése, mely szerint Turnašicának ekkor nem volt lakossága. Ezt követően viszont hamarosan új lakosság érkezhetett, mert a pitomacsai plébánia anyakönyvében már 1717-ben szerepelnek turnašicai kereszteltek és házasulók. 1733-ban a településen 25 háztartást számláltak a településen. 1755-ben jobbágyai fellázadtak a magas adók ellen, de a lázadást leverték. 1790-ben Turnašica önálló plébánia székhelye lett.
Az első katonai felmérés térképén „Dorf Turnassicza” néven találjuk. Lipszky János 1808-ban Budán kiadott repertóriumában „Turnassicza” néven szerepel. Nagy Lajos 1829-ben kiadott művében „Turnaschicza” néven 48 házzal és 269 katolikus vallású lakossal találjuk. Verőce vármegye Verőcei járásának része volt.
A településnek 1857-ben 301, 1910-ben 457 lakosa volt. 1910-ben a népszámlálás adatai szerint lakosságának 96%-a horvát anyanyelvű volt. 1906-ban gazdaszövetkezet alakult a településen. Az első világháború után 1918-ban az új szerb-horvát-szlovén állam, majd később (1929-ben) Jugoszlávia része lett. 1926-ban Vukosavljenicával közösen megalakult az önkéntes tűzoltóegylet. A két egyesület 1938-ban vált szét. A második világháború után a település a szocialista Jugoszláviához tartozott. Az új közigazgatási felosztásban előbb a szentgyörgyvári, majd 1955-től a verőcei járás része volt. 1959-ben bevezették az elektromos áramot. 1962-ben Szentgyörgyvár nagyközség része lett. 1971-ben aszfaltozták a falu főutcáját, majd megépítették a vízvezetéket, mely 1983-ban lépett működésbe. 1991-ben teljes lakossága horvát nemzetiségű volt. 1993-tól Verőce-Drávamente megye és Pitomacsa község része. 2011-ben a településnek 333 lakosa volt.

## Lakossága
| Lakosság változása | Lakosság változása | Lakosság változása | Lakosság változása | Lakosság változása | Lakosság változása | Lakosság változása | Lakosság változása | Lakosság változása | Lakosság változása | Lakosság változása | Lakosság változása | Lakosság változása | Lakosság változása | Lakosság változása | Lakosság változása |
| ------------------ | ------------------ | ------------------ | ------------------ | ------------------ | ------------------ | ------------------ | ------------------ | ------------------ | ------------------ | ------------------ | ------------------ | ------------------ | ------------------ | ------------------ | ------------------ |
| 1857               | 1869               | 1880               | 1890               | 1900               | 1910               | 1921               | 1931               | 1948               | 1953               | 1961               | 1971               | 1981               | 1991               | 2001               | 2011               |
| 301                | 347                | 322                | 388                | 417                | 457                | 423                | 483                | 404                | 416                | 401                | 373                | 407                | 382                | 394                | 333                |

## Nevezetességei
- A Szentháromság tiszteletére szentelt római katolikus plébániatemploma[7] középkori eredetű. Az eredetileg Szent Bertalan tiszteletére szentelt templom valószínűleg a 13. században épült, de 1334-ben már írásos forrás is megemlíti. A gótikus templomot a török a 16. század közepén lerombolta, de harangtornyát meghagyta és őrtoronyként használta. A török kiűzése után az új betelepülők barokk stílusban újjáépítették, de számos gótikus eleme megmaradt. Így középkori templomból maradt meg a torony nagy része és a templomhajó nyugati részének északi és nyugati fala is. A templomot 1823-ban ismét megújították. 1847-ben egy erős szélvihar megrongálta. Fennmaradt három barokk oltára és a barokk szószék.
- Doroszlóbakva várának maradványai.

## Oktatás
A település első iskoláját 1810-ben nyitották meg. 1823-ben megkezdődött az iskola építése, mely egészen az 1990-es évekig, a mai iskola felépítésig működött. Ma az iskola a pitomacsai elemi iskola alsó tagozatos területi iskolájaként működik.

## Sport
Az NK Turnašica labdarúgóklubot 1978-ban alapították.